# Stanley Donen
Stanley Donen (Columbia, Dél-Karolina, 1924. április 13. – Manhattan, 2019. február 21.) amerikai filmrendező, koreográfus.

## Életpályája és munkássága
Szülővárosában járt egyetemre. Táncos és koreográfus lett New Yorkban. Gene Kellyvel lépett fel, majd vele közösen több táncfilm koreográfiáját tervezte meg. 1943–1949 között Hollywoodban dolgozott koreográfusként. 1949 óta dolgozik filmrendezőként. Műfaja a revü és a vígjáték. 1952-ben készült A szerelem jobb mint valaha című filmje, ahol nemcsak rendező, de színész is volt Larry Parks mellett. 1954-ben rendezte meg a magyar származású amerikai zeneszerző Sigmund Romberg életrajzi filmjét, amely a Mélyen a szívemben címet kapta. 1956–1959 között filmrendezőként és független filmproducerként dolgozott. Az 1957-es Pizsama-játék című filmjében Doris Day és John Raitt voltak a főszereplők. Következő filmje a Csókoljátok meg helyettem volt, ahol Cary Grant, Ray Walston és Larry Blyden jutottak szerephez. 1960–1969 között Angliában dolgozott. 1966-ban készült az Arabeszk című film, Gregory Peck és Sophia Loren főszereplésével. 1967-ben Arany Kagyló-díjat nyert a Ketten az úton című filmjével. Az 1969-es és az 1984-es cannes-i filmfesztivál zsűritagja volt. 1970-ben visszaköltözött Hollywoodba. 1980-ban a Hármas számú űrbázis című sci-fijében Kirk Douglas, Farrah Fawcett és Harvey Keitel voltak láthatóak.

## Magánélete
1948–1951 között Jeanne Coyne (1923–1973) amerikai koreográfus volt a felesége. 1952–1959 között Marion Marshall (1929-) amerikai színésznő volt a párja. Két gyermekük született: Peter Donen (1953–2003) látványtervező és Joshua Donen (1955-) filmproducer. 1960–1971 között Adelle O'Connor Beatty-vel élt együtt. Egy gyermekük született: Mark Donen. 1972–1985 között Yvette Mimieux (1942-) amerikai színésznővel élt házasságban. 1990–1994 között Pamela Braden-nel alkotott párt.

## Filmjei

### Filmrendezőként
- Egy nap New Yorkban (1949)
- Királyi esküvő (1951)
- Bátor Fagan (Fearless Fagan) (1952)
- A szerelem jobb mint valaha (Love Is Better Than Ever) (1952) (színész is)
- Ének az esőben (1952)
- Hét menyasszony hét fivérnek (1954)
- Mélyen a szívemben (Deep in My Heart) (1954)
- Mindig szép az idő (1955) (koreográfus is)
- Mókás arc (1957)
- Pizsama-játék (1957) (filmproducer is)
- Csókoljátok meg helyettem! (Kiss Them for Me) (1957)
- Indiszkrét (1958) (filmproducer is)
- Átkozott jenkik (1958) (filmproducer is)
- Még egyszer érzéssel (Once More, with Feeling!) (1960) (filmproducer is)
- Meglepő csomag (Surprise Package) (1960) (filmproducer is)
- Másutt a fű zöldebb (1960) (filmproducer is)
- Amerikai fogócska (1963) (filmproducer és színész is)
- Arabeszk (1966) (filmproducer is)
- Ketten az úton (1967) (filmproducer is)
- Bájkeverő (1967) (filmproducer is)
- Lépcsőház (Staircase) (1969) (filmproducer is)
- A kis herceg (1974) (filmproducer is)
- A papa mozija (1978) (filmproducer is)
- Hármas számú űrbázis (1980) (filmproducer is)
- Riói románc (1984) (filmproducer is)
- A simlis és a szende (1986) (koreográfus is)
- Szerelmes levelek (1999)

### Koreográfusként
- Legjobb láb előre (Best Foot Forward) (1943) (színész is)
- Címlaplány (1944)
- A csókos bandita (1948)
- Gazdag, fiatal és csinos (1951)
- Lóvátett lovagok (2000)

### Forgatókönyvíróként
- Hagyj ki a játékból (1949)

## Díjai
- Arany Kagyló díj (1967): Ketten az úton
- Billy Wilder-díj (1995)
- Akira Kurosawa-díj (1995)
- Életműdíj (Oscar-díj) (1998)
- Opus-díj (2000)
- Johnny Mercer-díj (2001)
- 61. Velencei Nemzetközi Filmfesztivál – Arany Oroszlán díj (Életműdíj) (2004)